# Quercus petraea
O carvalho-alvo, carvalho-branco, roble-alvo, carvalho-alvar ou roble-branco (Quercus petraea) é uma espécie muito parecida com o Quercus robur, ou carvalho-roble, e, muitas vezes, recebe o mesmo nome. Algo menos robusto, pode alcançar até 35 metros, ou mais, de altura. Tem uma copa bastante regular, mais ou menos ovalada ou arredondada, e tronco de casca cinzenta ou castanha, muito rachado nos exemplares mais antigos.
1. ↑  «Jardim Botânico UTAD | Espécie Quercus petraea subesp. petraea». Jardim Botânico UTAD. Consultado em 29 de maio de 2023